# Новичков, Андрей Александрович
Андре́й Алекса́ндрович Новичков (род. 23 февраля 1997) — российский журналист и градозащитник, координатор общественного движения «Архнадзор», корреспондент интернет-издания «Грани.Ру».

## Биография
Андрей Новичков родился в Москве, окончил школу № 224. С 2014 года — координатор общественного движения «Архнадзор», занимающегося сохранением и популяризацией памятников истории и архитектуры в России. С 2013 года — специальный корреспондент политического интернет-издания «Грани.Ру», с 2016 года — главный редактор информационного издания «Фронде ТВ».
В 2016 году стал ведущим авторской программы «Наступление на наследие», рассказывающей о разрушающихся памятниках в регионах России.

## Общественная деятельность
В градозащите с 2011 года; тогда же, в возрасте 14 лет, был избит неизвестными в масках во время защиты дома в Большом Козихинском переулке. В интервью газете «Комсомольская правда» Новичков рассказывал, что ещё в школе заинтересовался градостроительными проблемами в Москве.
С 2014 года Андрей Новичков является координатором общественного движения «Архнадзор», борющегося за сохранение в Москве и Московской области, а также в других городах России исторических памятников, ландшафтов и видов. Новичков участвовал в спасении от сноса таких значимых для столицы объектов, как Дом Волконского на улице Воздвиженка и Шуховской башни. В 2015 году организовал лагерь защитников «Парка Дружбы» на Речном Вокзале, который планировалось застроить.
В 2012 году, во время акций протеста против вырубки Цаговского леса в городе Жуковский, на Андрея Новичкова, как на журналиста издания «Грани. Ру», было совершено нападение со стороны сотрудников Частного охранного предприятия. Бригадой скорой помощи было зафиксировано сотрясение мозга после удара неизвестного кулаком в лицо.
В 2013—2014 годах Андрей Новичков, вместе с телеведущей Татьяной Лазаревой, актрисой Татьяной Догилевой и защитницей Химкинского леса Евгенией Чириковой противостояли сносу дома в районе Патриарших прудов в центре Москвы. В то же время он был ключевой фигурой защиты памятника эпохи модерна — доходного дома купцов Прошиных на 1-й Тверской-Ямской улице.
В 2016 года Новичков возглавил СМИ — информационное издание «Фронде ТВ», рассказывающее о проблемах в сфере охраны объектов культурного наследия России.
Являясь координатором «Архнадзора», выступал за полный демонтаж ларьков и торговых центров в историческом центре города, неоднократно выступал с критикой в адрес столичных властей в связи с уничтожением памятников старины и призывал ввести мораторий на сносы зданий, построенных до 1917 года.
В июне 2018 года Андрей Новичков опубликовал в своем Facebook засекреченные Правительством Москвы документы межведомственной Градостроительно-земельной комиссии города Москвы, на основании которых в столице снесены и продолжают сносить исторические здания, уничтожать зелёные насаждения, легализуется самострой и определяются стартовые площадки под скандально известную реновацию.
На следующий день Новичков сообщил о поступающих в его адрес угрозах, что вызвало большой общественный резонанс. Журналисту звонили с телефона Мэрии города и требовали удалить опубликованные документы, угрожая последствиями. После звонков Новичков обратился в МВД, попросив возбудить уголовное дело о воспрепятствовании журналистской деятельности, а руководство программы «Наступление на наследие» наняло ему охрану.

## Программа «Наступление на наследие»
С февраля 2016 года Новичков ведет цикл передач в жанре «неожиданной телепроверки». Съёмочная группа выезжает в регионы России, основная специфика программы состоит в том, что ведущий с операторами не стесняясь проходят на строительные площадки и в кабинеты чиновников и заостряют внимание на проблемы сохранения исторического наследия. Передачи вскрывают проблемы с охраной исторического наследия в значительном количестве старых русских городов и вызывали резонанс как на местах, так и в московских СМИ.

## Награды
- 2014 год — диплом Московской городской Думы за активную общественную работу по защите природы московского региона.